# Howard Ensign Simmons
Howard Ensign Simmons, Jr. (Norfolk, 17 de junho de 1929 — 26 de abril de 1997) foi um químico estadunidense.
Descobriu a reação de Simmons-Smith.